# Trojes de Aguirre
Trojes de Aguirre är en ort i Mexiko.   Den ligger i kommunen San Felipe och delstaten Guanajuato, i den centrala delen av landet, 300 km nordväst om huvudstaden Mexico City. Trojes de Aguirre ligger 2 059 meter över havet och antalet invånare är 323.
Terrängen runt Trojes de Aguirre är platt åt sydost, men åt nordväst är den kuperad. Runt Trojes de Aguirre är det ganska glesbefolkat, med 31 invånare per kvadratkilometer. Närmaste större samhälle är San Felipe, 3,2 km nordväst om Trojes de Aguirre. Trakten runt Trojes de Aguirre består i huvudsak av gräsmarker.